# لیمسایکلین
لیمسایکلین(به انگلیسی: Lymecycline) یک آنتی بیوتیک وسیع الطیف از دسته تتراسایکلین‌ها است که توسط شرکت دارویی گالدرما به بازار عرضه می شود.  

## عوارض جانبی
عوارض جانبی لیمسایکلین می تواند شامل بثورات جلدی، سردرد، اسهال، حالت تهوع، استفراغ، درماتیت، التهاب کبد، واکنش های آلرژیک و اختلالات بینایی باشد. هنگامی که برای مدت طولانی مصرف شود، می تواند باعث بروز مشکل بازگشت اسید به مری شود.